# F1ロックス
F1ロックス（F1 Rocks）とはロック・フェスティバル（音楽イベント）とモータースポーツの最高峰カテゴリであるフォーミュラ1（F1）との融合をコンセプトに、主にF1と併催されて行われている音楽イベント。

## 概要
ユニバーサル ミュージック・グループ・インターナショナルとフォーミュラ1・グループが提携し、2009年シンガポールグランプリの前夜より始まった音楽イベントでF1ロックスは主にF1の決勝が開催される前夜に行われ、決勝後の夜にアフターパーティーとしてクラブイベントが開催されている。

## 主な出演者
| 年     | 開催地                                                | 日付             | ヘッドライナー               | その他主な出演者                                                                             | スポンサー         |
| ------ | ----------------------------------------------------- | ---------------- | ---------------------------- | -------------------------------------------------------------------------------------------- | ------------------ |
| 2009年 | シンガポール・フォート・カニング・パーク              | 9月24日          | ジャッキー・チュン           | DA Mouth ソーダグリーン A-MIE                                                                | LGエレクトロニクス |
| 2009年 | シンガポール・フォート・カニング・パーク              | 9月25日          | ZZトップ                     | シンプル・マインズ N.E.R.D                                                                   | LGエレクトロニクス |
| 2009年 | シンガポール・フォート・カニング・パーク              | 9月26日          | ビヨンセ                     | ブラック・アイド・ピーズ ノー・ダウト                                                        | LGエレクトロニクス |
| 2010年 | イタリア・ミラノアルカトラズ                          | 9月11日          | ステレオフォニックス         | ザ・チェック DJセブ・フォンテイン                                                            |                    |
| 2010年 | ブラジル・サンパウロ                                  | 11月5日          | エミネム                     | N.E.R.D マルセロ・D2 DJ Jack.E DJ Lora                                                       | LGエレクトロニクス |
| 2011年 | バーレーン・サキール                                  | 3月12日 （中止） | デヴィッド・ゲッタ           | タイニー・テンパー タイオ・クルーズ シュガーベイブス                                         |                    |
| 2011年 | スペイン・バレンシア                                  | 6月24日          | デヴィッド・ゲッタ           | EME DJ FUZZY WHITE CASTERS DJ JUAN DIAZ DJ セブ・フォンテイン                                |                    |
| 2011年 | イタリア・モンツァ スタディオ・ブリアンテオ           | 9月9日           | ジャミロクワイ               | プラネット・ファンク DJ アレックス・ネーリ 山本左近                                          |                    |
| 2011年 | インド・グルガーオンLA                                | 10月28日         | メタリカ （中止）            | ギロチン（中止） ビッフィ・クライロ（中止） DJ セブ・フォンテイン ザ・キューバン・ブラザーズ | ヴラディヴァー     |
| 2011年 | インド・グルガーオンLA                                | 10月30日         |                              | ボーイ・ジョージ マーク・ヴェド 山本左近 ザ・キューバン・ブラザーズ                          | ヴラディヴァー     |
| 2011年 | ブラジル・サンパウロ Via Funchal                      | 11月24日         | ジェシー・J メイシー・グレイ | チェイス & ステイタス レイジ DJ サシャ 山本左近 チアゴ・マンスール ジュリアナ・バルボサ      | ピレリ             |
| 2012年 | オーストラリア・メルボルン SMMB                       | 3月16日          | レニー・クラヴィッツ         | クランベリーズ ウルフマザー                                                                  |                    |
| 2012年 | オーストラリア・メルボルン SMMB                       | 3月17日          | レニー・クラヴィッツ         | クランベリーズ ウルフマザー                                                                  |                    |
| 2012年 | オーストラリア・メルボルン SMMB                       | 3月18日          |                              | ミスター・ハドソン ハバナ・ブラウン                                                          |                    |
| 2012年 | マレーシア・クアラルンプール ペトロナスツインタワー   | 3月23日 （中止） | カイリー・ミノーグ           |                                                                                              |                    |
| 2012年 | マレーシア・クアラルンプール ペトロナスツインタワー   | 3月24日 （中止） | ケリス                       |                                                                                              |                    |
| 2012年 | インド・ウッタル・プラデーシュ州 Galgotias University | 10月28日         | カルロス・サンタナ           |                                                                                              |                    |

*開催地はF1ロックスのヘッドライナーが公演する場所を記載、アフターパーティの開催地は同国で別の場所の場合がある。